# Nammu
Nammu ali Namma (sumersko 𒀭𒇉 dNAMMA = dENGUR) je bil bila  prvobitna boginja v sumerski mitologiji, ki ustreza boginji Tiamat v babilonski mitologiji.
Nammu je bila boginja morja  (Engur), ki je rodila Ana (oče neba), Ki (mati zemlja) in prve bogove, ki so predstavljali Abzu, ocean sladke vode, za katerega so Sumerci verjeli, da leži pod zemljo in je vir vode, ki je v deželi skoraj brez padavin vir življenja in plodnosti.  
Nammu v sumerski mitologiji ni dobro izpričana, morda zato, ker je bila pomembnejša v prazgodovini, preden je Enki prevzel večino njenih  funkcij. Znak njene pomembnosti najdemo v teoforičnem imenu Ur-Nammuja,  ustanovitelja Tretje urske dinastije. Iz novosumerskega mitološkega besedila Enki in Ninmah je razvidno, da je bil Enki sin Anuja in njegove matere Nammu. Nammu je bila boginja, ki je "rodila velike bogove". Ona je bila tista, ki je zamislila ustvariti človeštvo in zbudila Enkija, ki je spal v Azuju, da je lahko sprožila postopek.
V epu Atrahasis je Enlil tisti, ki je od Nammu zahteval ustvarjenje  ljudi, ona pa mu je odgovorila, da lahko ljudi po božji podobi ustvari s pomočjo svojega sina Enkija.
Votivni napis uruškega in urskega kralja Lugal-kisal-sija (okoli 2380 pr. n. št.), posvečen boginji Nammu: